# Diervilla sessilifolia
Дієрвіла сидячолиста (Diervilla sessilifolia) — вид рослини родини жимолостеві.

## Назва
В англійській мові має назву «жимолость кущова» (англ. bush honeysuckle).

## Будова
Невеликий повільнорослий листопадний кущ з коричневим стовбуром та смугастою корою. Листя протилежне, витончене до 15 см довжини, має мідний колір у молодому віці.  Трубчасті жовті квіти з'являються групами на початку літа. 

## Поширення та середовище існування
Зростає на південному сході США. Розмножується кореневими відростками, утворюючи густі зарослі.

## Галерея

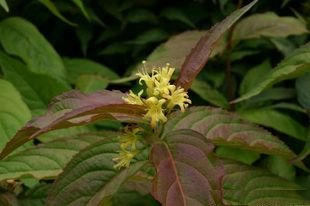
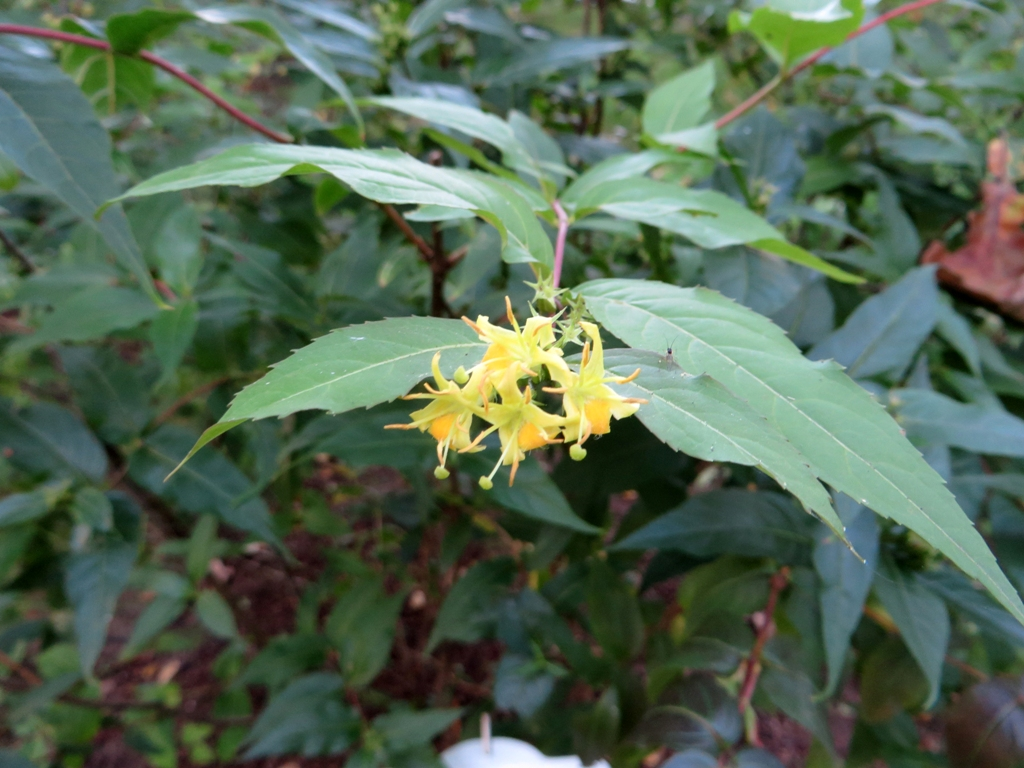
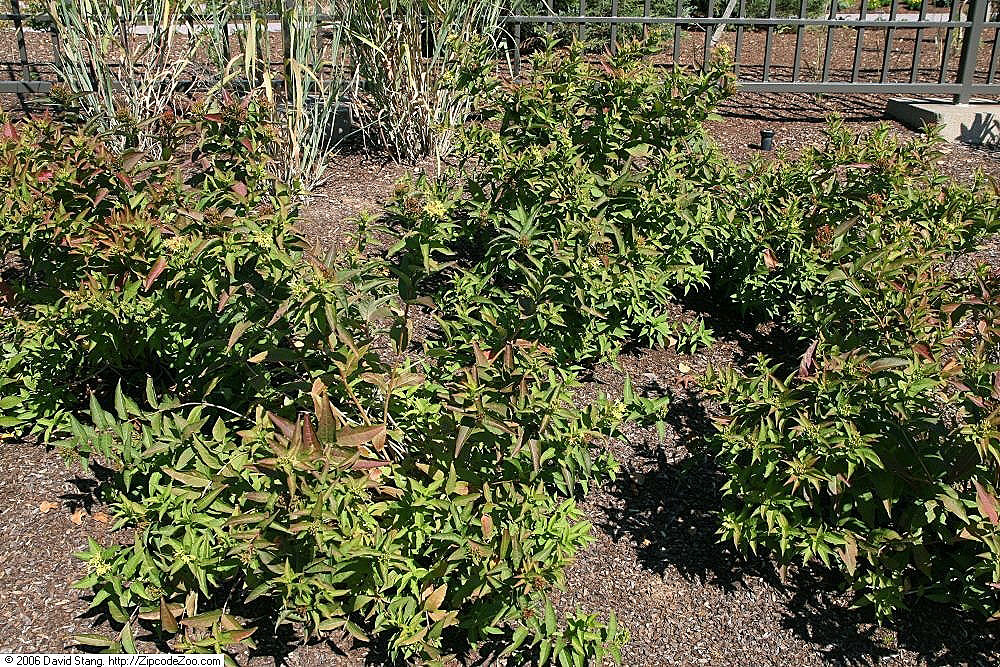

## Практичне використання
Має сорти з декоративним листям.